# Supercoppa di Germania 2023
La Supercoppa di Germania 2023 (ufficialmente DFL-Supercup 2023) è stata la ventiquattresima edizione della Supercoppa di Germania.
Si è svolta il 12 agosto 2023 all'Allianz Arena di Monaco di Baviera tra il Bayern Monaco, vincitore della Bundesliga 2022-2023, e il RB Lipsia, vincitore della Coppa di Germania 2022-2023.
Il trofeo è stato vinto dall'RB Lipsia, al primo successo nella competizione.

## Partecipanti
| Squadre       | Qualificazione                       | Partecipazioni precedenti (il grassetto indica la vittoria)                                         |
| ------------- | ------------------------------------ | --------------------------------------------------------------------------------------------------- |
| Bayern Monaco | Vincitore della Bundesliga 2022-2023 | 16 (1987, 1989, 1990, 1994, 2010, 2012, 2013, 2014, 2015, 2016, 2017, 2018, 2019, 2020, 2021, 2022) |
| RB Lipsia     | Vincitore della DFB-Pokal 2022-2023  | 1 (2022)                                                                                            |

## Tabellino
| Arbitro: | Bastian Dankert (Rostock) |

|  |           |                          |
|  | Marcatori | 3’, 44’, 68’ (rig.) Olmo |

| Bayern Monaco | RB Lipsia |

| P               | 26 | Sven Ulreich        |     |     |
| D               | 5  | Benjamin Pavard     | 14’ | 46’ |
| D               | 2  | Dayot Upamecano     | 34’ |     |
| D               | 4  | Matthijs de Ligt    |     | 46’ |
| D               | 19 | Alphonso Davies     |     |     |
| C               | 27 | Konrad Laimer       |     | 46’ |
| C               | 6  | Joshua Kimmich      |     | 78’ |
| C               | 10 | Leroy Sané          |     |     |
| C               | 42 | Jamal Musiala       |     |     |
| C               | 7  | Serge Gnabry        |     |     |
| A               | 39 | Mathys Tel          |     | 63’ |
| A disposizione: |    |                     |     |     |
| P               | 43 | Tom Ritzy Hülsmann  |     |     |
| D               | 3  | Kim Min-jae         |     | 46’ |
| D               | 40 | Noussair Mazraoui   |     | 46’ |
| D               | 41 | Frans Krätzig       |     |     |
| C               | 8  | Leon Goretzka       |     | 78’ |
| C               | 38 | Ryan Gravenberch    |     |     |
| C               | 45 | Aleksandar Pavlović |     |     |
| A               | 9  | Harry Kane          |     | 63’ |
| A               | 11 | Kingsley Coman      |     | 46’ |
| Allenatore:     |    |                     |     |     |
| Thomas Tuchel   |    |                     |     |     |

| P               | 21 | Janis Blaswich    |     |     |
| D               | 39 | Benjamin Henrichs |     | 85’ |
| D               | 2  | Mohamed Simakan   |     |     |
| D               | 4  | Willi Orban       |     |     |
| D               | 22 | David Raum        |     |     |
| C               | 24 | Xaver Schlager    |     |     |
| C               | 13 | Nicolas Seiwald   |     |     |
| C               | 20 | Xavi Simons       |     | 78’ |
| C               | 7  | Dani Olmo         | 71’ | 78’ |
| A               | 11 | Timo Werner       |     | 64’ |
| A               | 17 | Loïs Openda       |     | 64’ |
| A disposizione: |    |                   |     |     |
| P               | 25 | Leopold Zingerle  |     |     |
| D               | 16 | Lukas Klostermann |     | 85’ |
| D               | 23 | Castello Lukeba   |     |     |
| C               | 10 | Emil Forsberg     |     | 78’ |
| C               | 18 | Fábio Carvalho    |     | 78’ |
| C               | 38 | Hugo Novoa        |     |     |
| C               | 44 | Kevin Kampl       |     |     |
| A               | 30 | Benjamin Šeško    |     | 64’ |
| A               | 9  | Yussuf Poulsen    |     | 64’ |
| Allenatore:     |    |                   |     |     |
| Marco Rose      |    |                   |     |     |